# كابابلانكا التذكارية

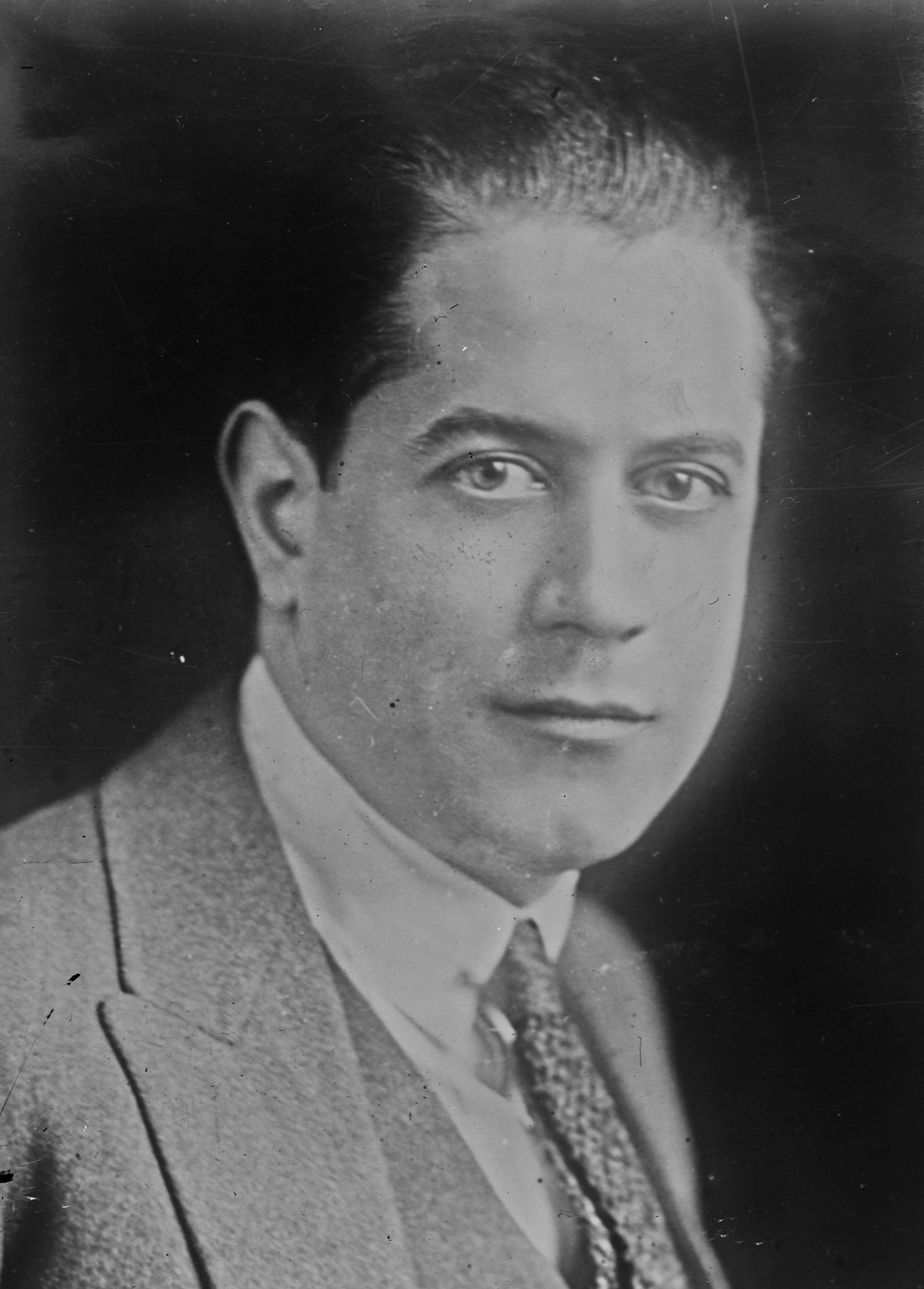
خوزيه راؤول كابابلانكا عام 1921

كابابلانكا التذكارية هي مسابقة شطرنج تقام سنوياً في كوبا منذ عام 1962. سميت البطولة على أسم لاعب الشطرنج الكوبي خوزيه كابابلانكا والذي كان بطلاً للعالم من 1921 إلى 1927. أسس البطولة تشي جيفارا وجعلها جائزة الفوز بها كبيرة بحيث كانت تعادل راتب مدير البنك الوطني ووزير الصناعة في كوبا. أبتداءً من 1974 تاسست نسخ B وC من البطولة.